# Luxemburgs voetbalelftal in 2001
Het Luxemburgs voetbalelftal speelde in totaal negen interlands in het jaar 2001, waaronder zeven wedstrijden in de kwalificatiereeks voor de WK-eindronde 2002 in Japan en Zuid-Korea. Alle duels gingen verloren. Na de laatste wedstrijd van het jaar, de 6-2 nederlaag tegen Servië en Montenegro, nam bondscoach Paul Philipp afscheid van de nationale ploeg. Hij had de selectie 87 duels onder zijn hoede en was ruim vijftien jaar bondscoach van zijn vaderland. Philipp werd opgevolgd door de Deense oud-international Allan Simonsen. Vijf spelers kwamen in 2001 in alle negen duels in actie, van de eerste tot en met de laatste minuut: Manou Schauls, Jeff Strasser, René Peters, Manuel Cardoni en Jeff Saibene. Op de FIFA-wereldranglijst zakte Luxemburg in 2001 van de 139ste (januari 2001) naar de 142ste plaats (december 2001).

## Balans
| Wedstrijden | Wedstrijden | Wedstrijden | Wedstrijden | Doelpunten | Doelpunten | Doelpunten | Punten |
| Gespeeld    | Winst       | Gelijk      | Verlies     | Voor       | Tegen      | Saldo      | Punten |
| ----------- | ----------- | ----------- | ----------- | ---------- | ---------- | ---------- | ------ |
| 9           | 0           | 0           | 9           | 3          | 25         | –22        | 0.000  |

## Interlands
|                                                        |           |                     |         |                                                                                     |
| 28 februari Vriendschappelijk № 434 «onderlinge duels» | Luxemburg | 0 – 1               | Finland | Stade Josy Barthel, Luxemburg Toeschouwers: 1.500 Scheidsrechter: Roland Beck (LIE) |
| 28 februari Vriendschappelijk № 434 «onderlinge duels» |           | 80' Mikael Forssell |         | Stade Josy Barthel, Luxemburg Toeschouwers: 1.500 Scheidsrechter: Roland Beck (LIE) |

|                                                             |           |                                               |         |                                                                                         |
| 24 maart WK-kwalificatie № 435 «onderlinge duels» 18:00 uur | Luxemburg | 0 – 2                                         | Faeröer | Stade Josy Barthel, Luxemburg Toeschouwers: 2.500 Scheidsrechter: Attila Hanacsek (HUN) |
| 24 maart WK-kwalificatie № 435 «onderlinge duels» 18:00 uur |           | 78' Christian Høgni Jacobsen 82' Kurt Mørkøre |         | Stade Josy Barthel, Luxemburg Toeschouwers: 2.500 Scheidsrechter: Attila Hanacsek (HUN) |

|                                                             |                                                                                                  |       |           |                                                                            |
| 28 maart WK-kwalificatie № 436 «onderlinge duels» 20:15 uur | Zwitserland                                                                                      | 5 – 0 | Luxemburg | Hardturm, Zürich Toeschouwers: 8.600 Scheidsrechter: Claus Bo Larsen (DEN) |
| 28 maart WK-kwalificatie № 436 «onderlinge duels» 20:15 uur | Alexander Frei 9' Alexander Frei 31' Johann Lonfat 64' Stéphane Chapuisat 72' Alexander Frei 90' |       |           | Hardturm, Zürich Toeschouwers: 8.600 Scheidsrechter: Claus Bo Larsen (DEN) |

|                                                           |                                              |       |           |                                                                                             |
| 2 juni WK-kwalificatie № 437 «onderlinge duels» 20:15 uur | Slovenië                                     | 2 – 0 | Luxemburg | Stadion za Bežigradom, Ljubljana Toeschouwers: 4.500 Scheidsrechter: Bernhard Brugger (AUT) |
| 2 juni WK-kwalificatie № 437 «onderlinge duels» 20:15 uur | Zlatko Zahovič 34' Zlatko Zahovič 65' (pen.) |       |           | Stadion za Bežigradom, Ljubljana Toeschouwers: 4.500 Scheidsrechter: Bernhard Brugger (AUT) |

|                                                           |                     |       |                                        |                                                                                       |
| 6 juni WK-kwalificatie № 438 «onderlinge duels» 20:00 uur | Luxemburg           | 1 – 2 | Rusland                                | Stade Josy Barthel, Luxemburg Toeschouwers: 2.000 Scheidsrechter: Jon Skjervold (NOR) |
| 6 juni WK-kwalificatie № 438 «onderlinge duels» 20:00 uur | Sacha Schneider 49' |       | 16' Dmitri Alenitsjev 76' Sergej Semak | Stade Josy Barthel, Luxemburg Toeschouwers: 2.000 Scheidsrechter: Jon Skjervold (NOR) |

|                                                        |           |                                                                |         |                                                                                |
| 15 augustus Vriendschappelijk № 438 «onderlinge duels» | Luxemburg | 0 – 3                                                          | Georgië | Stade Communal, Mondercange Toeschouwers: 700 Scheidsrechter: Luc Huyghe (BEL) |
| 15 augustus Vriendschappelijk № 438 «onderlinge duels» |           | 33' Georgi Demetradze 56' Rati Aleksidze 79' Georgi Demetradze |         | Stade Communal, Mondercange Toeschouwers: 700 Scheidsrechter: Luc Huyghe (BEL) |

|                                                                |                          |       |           |                                                                            |
| 1 september WK-kwalificatie № 439 «onderlinge duels» 17:00 uur | Faeröer                  | 1 – 0 | Luxemburg | Svangaskarð, Toftir Toeschouwers: 1.464 Scheidsrechter: Zeljko Siric (CRO) |
| 1 september WK-kwalificatie № 439 «onderlinge duels» 17:00 uur | Jens Kristian Hansen 84' |       |           | Svangaskarð, Toftir Toeschouwers: 1.464 Scheidsrechter: Zeljko Siric (CRO) |

|                                                                |           |                                                                  |             |                                                                                         |
| 5 september WK-kwalificatie № 440 «onderlinge duels» 20:15 uur | Luxemburg | 0 – 3                                                            | Zwitserland | Stade Josy Barthel, Luxemburg Toeschouwers: 3.858 Scheidsrechter: Sorin Corpodean (ROM) |
| 5 september WK-kwalificatie № 440 «onderlinge duels» 20:15 uur |           | 12' Alexander Frei 58' Kubilay Türkyilmaz 84' Kubilay Türkyilmaz |             | Stade Josy Barthel, Luxemburg Toeschouwers: 3.858 Scheidsrechter: Sorin Corpodean (ROM) |

|                                                              | |       |                                       |                                                                                       |
| 6 oktober WK-kwalificatie № 441 «onderlinge duels» 16:00 uur | Servië en Montenegro                                                                                                  | 6 – 2 | Luxemburg                             | Stadion FK Partizan, Belgrado Toeschouwers: 1.758 Scheidsrechter: Leslie Irvine (NIR) |
| 6 oktober WK-kwalificatie № 441 «onderlinge duels» 16:00 uur | Slaviša Jokanović 19' Predrag Mijatović 57' Mateja Kežman 61' Savo Milošević 62' Mateja Kežman 71' Savo Milošević 68' |       | 38' René Peters 51' Marcel Christophe | Stadion FK Partizan, Belgrado Toeschouwers: 1.758 Scheidsrechter: Leslie Irvine (NIR) |

## FIFA-wereldranglijst
| JAN | FEB | MAR | APR | MEI | JUN | JUL | AUG | SEP | OKT | NOV | DEC |
| --- | --- | --- | --- | --- | --- | --- | --- | --- | --- | --- | --- |
| 139 | 141 | 142 | 141 | 142 | 144 | 143 | 144 | 145 | 144 | 143 | 142 |

## Statistieken
| Stéphane Gillet   | 1977-08-20 | Paris Saint-Germain B | 6 | 0 | 0 | 7  | 0 |
| Alija Bešić       | 1975-03-30 | Union Luxembourg      | 3 | 0 | 0 | 8  | 0 |
| Verdediging       |            |                       |   |   |   |    |   |
| Manou Schauls     | 1972-02-13 | Jeunesse Esch         | 9 | 0 | 0 | 15 | 0 |
| Jeff Strasser     | 1974-10-05 | 1. FC Kaiserslautern  | 9 | 0 | 0 | 42 | 1 |
| Laurent Deville   | 1967-11-24 | Progrès Niedercorn    | 5 | 2 | 0 | 17 | 0 |
| Roland Schaack    | 1973-07-07 | Jeunesse Esch         | 2 | 1 | 0 | 5  | 0 |
| Ralph Ferron      | 1972-05-13 | Etzella Ettelbruck    | 2 | 0 | 0 | 22 | 0 |
| Claude Reiter     | 1981-07-02 | Union Luxembourg      | 1 | 4 | 0 | 6  | 0 |
| Sacha Rohmann     | 1980-08-03 | US Rumelange          | 0 | 1 | 0 | 1  | 0 |
| Middenveld        |            |                       |   |   |   |    |   |
| René Peters       | 1981-06-15 | Swift Hesperange      | 9 | 0 | 1 | 13 | 1 |
| Manuel Cardoni    | 1972-09-22 | Jeunesse Esch         | 9 | 0 | 0 | 48 | 3 |
| Jeff Saibene      | 1968-09-13 | Swift Hesperange      | 9 | 0 | 0 | 64 | 0 |
| Luc Holtz         | 1969-06-14 | Etzella Ettelbruck    | 8 | 0 | 0 | 48 | 1 |
| Sacha Schneider   | 1972-06-23 | CS Grevenmacher       | 7 | 1 | 1 | 19 | 1 |
| Patrick Posing    | 1971-09-09 | Etzella Ettelbruck    | 6 | 1 | 0 | 25 | 0 |
| Dany Theis        | 1967-09-11 | Progrès Niedercorn    | 2 | 2 | 0 | 33 | 0 |
| Frank Deville     | 1970-08-12 | FC Mondercange        | 1 | 0 | 0 | 28 | 0 |
| Aanval            |            |                       |   |   |   |    |   |
| Daniel Huss       | 1979-10-08 | CS Grevenmacher       | 4 | 4 | 0 | 12 | 0 |
| Gordon Braun      | 1977-07-25 | F91 Dudelange         | 3 | 4 | 0 | 13 | 0 |
| Marcel Christophe | 1974-08-19 | FC Mondercange        | 3 | 1 | 1 | 17 | 2 |
| Mikhail Zaritskiy | 1973-01-03 | Sporting Mertzig      | 1 | 2 | 0 | 15 | 0 |
| Luc Mischo        | 1974-09-17 | Etzella Ettelbruck    | 0 | 1 | 0 | 1  | 0 |

FLF · A-internationals · Bondscoaches · Statistieken · Luxemburgs vrouwenelftal · Luxemburg U21 · Luxemburg U19 · Luxemburg U18 · Luxemburg U17 · Luxemburg U16
1911 – 1919 ·
1920 – 1929 ·
1930 – 1939 ·
1940 – 1949 ·
1950 – 1959 ·
1960 – 1969 ·
1970 – 1979 ·
1980 – 1989 ·
1990 – 1999 ·
2000 – 2009 ·
2010 – 2019 ·
2020 − 2029
OS 1920 · 
OS 1924 · 
OS 1928 · 
OS 1936 · 
OS 1948 · 
OS 1952
1911 · 
1912 · 
1913 · 
1914 · 
1915 · 1916 · 1917 · 1918 · 1919 · 
1920 · 
1921 · 1922 · 1923 · 
1924 · 
1925 · 1926 · 
1927 · 
1928 · 
1929 · 1930 · 1931 · 1932 · 1933 · 
1934 · 
1935 · 
1936 · 
1937 · 
1938 · 
1939 · 
1940 · 
1941 · 1942 · 1943 · 1944 · 
1945 · 
1946 · 
1947 · 
1948 · 
1949 · 
1950 · 
1952 · 
1952 · 
1953 · 
1954 · 
1955 · 
1956 · 
1957 · 
1958 · 
1959 · 
1960 · 
1961 · 
1962 · 
1963 · 
1964 · 
1965 · 
1966 · 
1967 · 
1968 · 
1969 · 
1970 · 
1971 · 
1972 · 
1973 · 
1974 · 
1975 · 
1976 · 
1977 · 
1978 · 
1979 · 
1980 · 
1981 · 
1982 · 
1983 · 
1984 · 
1985 · 
1986 · 
1987 · 
1988 · 
1989 · 
1990 · 
1991 · 
1992 · 
1993 · 
1994 · 
1995 · 
1996 · 
1997 · 
1998 · 
1999 · 
2000 · 
2001 · 
2002 · 
2003 · 
2004 · 
2005 · 
2006 · 
2007 · 
2008 · 
2009 · 
2010 · 
2011 · 
2012 · 
2013 · 
2014 · 
2015 ·
2016 ·
2017 ·
2018 ·
2019 ·
2020 ·
2021
Afghanistan ·
Albanië ·
Algerije ·
Armenië ·
Azerbeidzjan ·
België ·
Bosnië en Herzegovina ·
Brazilië ·
Bulgarije ·
Canada ·
Cyprus ·
DDR ·
Denemarken ·
(West-)Duitsland ·
Egypte ·
Engeland ·
Estland ·
Faeröer ·
Finland ·
Frankrijk ·
Gambia ·
Georgië ·
Griekenland ·
Hongarije ·
Ierland ·
IJsland ·
Israël ·
Italië ·
Japan ·
Joegoslavië ·
Kaapverdië ·
Kameroen ·
Kazachstan ·
Letland ·
Liechtenstein ·
Litouwen ·
Madagaskar ·
Malta ·
Marokko ·
Mexico ·
Moldavië ·
Montenegro ·
Myanmar ·
Nederland ·
Nigeria ·
Noord-Ierland ·
Noord-Macedonië ·
Noorwegen ·
Oekraïne ·
Oostenrijk ·
Polen ·
Portugal ·
Qatar ·
Roemenië ·
Rusland ·
San Marino ·
Saoedi-Arabië ·
Schotland ·
Senegal ·
Servië ·
Servië en Montenegro ·
Slovenië ·
Slowakije ·
Sovjet-Unie ·
Spanje ·
Thailand ·
Togo ·
Tsjechië ·
Tsjecho-Slowakije ·
Turkije ·
Uruguay ·
Verenigde Staten ·
Wales ·
Wit-Rusland ·
Zuid-Korea ·
Zweden ·
Zwitserland